# Wenancjusz
Wenancjusz – imię męskie pochodzenia łacińskiego. Wywodzi się od słowa venans – "polujący". Jego formą oboczną jest Wenanty.
Wenancjusz imieniny obchodzi 1 kwietnia, 18 maja, 5 sierpnia, 13 października i 14 grudnia.
Żeński odpowiednik: Wenancja
Znane osoby o tym imieniu:
- Wenancjusz z Delminium (zm. 257) – święty katolicki
- Wenancjusz Fortunat (ok. 530 – ok. 600), poeta, biskup, święty
- Wenancjusz Domagała – profesor Pomorskiego Uniwersytetu Medycznego w Szczecinie, lekarz patomorfolog, współautor podręcznika akademickiego "Patologia znaczy słowo o chorobie"
- Venance Grumel (1890–1967) – francuski asumpcjonista, historyk, bizantynolog
- Ceará, właśc. Marcos Venâncio de Albuquerque (ur. 1980) – brazylijski piłkarz występujący na pozycji obrońcy

Postaci literackie:
- Wenancjusz z Salvemec, tłumacz z greki w powieści Imię róży

Zobacz też:
- San Venanzo